# Welhartitz (Adelsgeschlecht)
Die Herren von Welhartitz (tschechisch Páni z Velhartic) waren ein böhmisches Adelsgeschlecht, dessen Ursprünge bis in das 12. Jahrhundert reichen und das von den Vladiken von Bor und Zdouň abstammt. Neben dem Stammsitz Velhartice gehörten ihnen im 14. Jahrhundert auch die Herrschaft Rabí mit der gleichnamigen Burg sowie Kolinec.
Die bekanntesten Vertreter der Familie sind Bušek II. von Welhartitz, Kämmerer Kaiser Karls IV., und sein gleichnamiger Sohn, der die Stellung eines königlichen Hofmeisters und Marschalls innehatte.
Durch Heirat waren die Welhartitzer u. a. mit den Herren von Wartenberg und von Neuhaus verwandt.
Mit Johann von Welhartitz (Jan/Ješek z Velhartic) soll das Geschlecht um das Jahr 1390 im Mannesstamm erloschen sein. Sein Vermögen erbten vermutlich die Herren von Neuhaus.